# Thysanopyga crenata
Thysanopyga crenata är en fjärilsart som beskrevs av Claude Herbulot 1988. Thysanopyga crenata ingår i släktet Thysanopyga och familjen mätare. Inga underarter finns listade i Catalogue of Life.